# 9 ottobre
Il 9 ottobre è il 282º giorno del calendario gregoriano (il 283º negli anni bisestili). Mancano 83 giorni alla fine dell'anno.

## Eventi
- 680 – Martirio di Al-Husayn ibn Ali terzo imam sciita
- 768 – Carlomanno I e Carlo Magno vengono proclamati re dei Franchi
- 869 – Carlo il Calvo viene proclamato re di Lotaringia
- 1000 – Leif Ericson scopre Vinland, diventando il primo europeo conosciuto a mettere piede in Nord America
- 1238 – Giacomo I d'Aragona conquista Valencia, capitale del Regno di Valencia
- 1446 – In Corea viene creato l'alfabeto hangŭl.
- 1495 – Firma della Pace di Vercelli: è conclusa la prima guerra d'Italia.[1]
- 1514 – Il re di Francia Luigi XII sposa ad Abbeville la diciottenne Maria Tudor, la figlia più giovane del re Enrico VII d'Inghilterra
- 1557 – Diego García de Paredes fonda la città di Trujillo (Venezuela).
- 1558 – Juan Rodríguez Suárez fonda la città di Mérida (Venezuela).
- 1582 – Questo giorno non esiste nel calendario gregoriano: per riallineare il calendario alle stagioni, i giorni dal 5 al 14 ottobre 1582 vengono saltati
- 1604 – La Supernova di Keplero è la supernova più recente osservata all'interno della Via Lattea.
- 1617 – La pace di Pavia pone fine alla Prima guerra del Monferrato.
- 1621 – Con il Trattato di Chotyn si sancisce la pace tra Impero ottomano e Polonia
- 1635 – Roger Williams, fondatore del Rhode Island, viene bandito dalla Colonia della Baia del Massachusetts in quanto dissidente religioso, dopo essersi espresso contro le punizioni per le offese religiose e la cessione delle terre dei Nativi americani
- 1655 – Carlo X Gustavo di Svezia conquista Cracovia liberandola dall'occupazione russa
- 1701 – La "Collegiate School of Connecticut" (in seguito ribattezzata Università di Yale) ottiene uno statuto
- 1708 – Lo zar Pietro I sconfigge gli svedesi nella battaglia di Lesnaja
- 1740 – I coloni olandesi ed i nativi giavanesi scatenano il massacro della popolazione etnica cinese a Batavia, uccidendo almeno 10 000 persone
- 1760 – Guerra dei sette anni: le truppe russe e austriache occupano Berlino per tre giorni
- 1776 – Padre Francisco Palou fonda la Missione San Francisco de Asís, in quella che oggi è San Francisco
- 1790 – Un grave terremoto nel nord dell'Algeria provoca gravi danni e uno tsunami nel Mar Mediterraneo uccidendo tremila persone
- 1799 – La nave militare francese HMS Lutine affonda lungo le coste olandesi con un bilancio di 240 uomini morti
- 1806 – La Prussia entra in guerra contro la Francia nella guerra della quarta coalizione
- 1812 – Guerra del 1812: in uno scontro navale sul Lago Erie, le forze americane catturano due navi britanniche; la HMS Detroit e la HMS Caledonia
- 1814 – In Cile Mariano Osorio ripristina tutte le istituzioni coloniali
- 1818 – Durante il Congresso di Aquisgrana viene firmato un trattato con la Francia che prevede il ritiro immediato delle truppe napoleoniche di occupazione
- 1820 – Guayaquil dichiara l'indipendenza dalla Spagna
- 1829 – Friedrich Parrot, con un gruppo di naturalisti e di medici, raggiunse la vetta del monte Ararat
- 1831 – Viene assassinato Giovanni Capodistria, primo capo di Stato della Grecia indipendente
- 1834 – Apertura della Dublin and Kingstown Railway, la prima ferrovia in Irlanda
- 1847 – Nella Colonia svedese di Saint Barthélemy è abolita la schiavitù
- 1864 – Guerra di secessione americana: battaglia di Toms Brook – La cavalleria dell'Unione, nella Shenandoah Valley, sconfigge le forze confederate a Toms Brook (Virginia)
- 1871 – Il Grande incendio di Chicago viene messo sotto controllo
- 1873 – Viene fondato lo United States Naval Institute
- 1874 – Con la firma del Trattato di Berna viene istituito quello che è oggi l'Unione postale universale e da allora questa data diventerà la Giornata mondiale della posta
- 1877 – Onori militari e sepoltura del generale George Armstrong Custer caduto assieme ai suoi soldati nella battaglia del Little Bighorn più di un anno prima
- 1888 – Il Monumento a Washington viene aperto al pubblico
- 1900 – Le Isole Cook entrano a far parte dei domini del Regno Unito
- 1911 – Un'esplosione accidentale innesca la rivolta di Wuchang contro la monarchia cinese
- 1914 – Prima guerra mondiale: Assedio di Anversa – Anversa cede alle truppe tedesche
- 1918 – Il principe Federico Carlo d'Assia-Kassel viene eletto re di Finlandia e Carelia
- 1934 – Alessandro I di Jugoslavia e Louis Barthou vengono assassinati a Marsiglia
- 1936 – I generatori della Boulder Dam (in seguito rinominata Diga di Hoover) iniziano a trasportare elettricità dal Colorado a Los Angeles
- 1940 – Seconda guerra mondiale: battaglia d'Inghilterra – Durante un raid aereo notturno della Luftwaffe, la Cattedrale di St. Paul, a Londra, viene colpita dalle bombe. Durante un raid su Liverpool, nasce John Lennon
- 1942 – Il Westminster Adoption Act formalizza l'autonomia dell'Australia
- 1944 – Seconda guerra mondiale: il primo ministro britannico Winston Churchill e il capo dell'Unione Sovietica Iosif Stalin, iniziano una conferenza di nove giorni, a Mosca, per discutere del futuro dell'Europa
- 1950 – Inizia il massacro di Goyang Geumjeong in Corea del Sud
- 1962 –  L'Uganda ottiene l'indipendenza dal Regno Unito
- 1963
  - Disastro del Vajont: nell'Italia nord-orientale, 1917 persone vengono uccise quando una frana caduta nel bacino della Diga del Vajont produce una gigantesca onda che supera la diga e si riversa a valle
  - L'Uganda diventa una repubblica
- 1967 – Il giorno dopo la sua cattura, Che Guevara viene giustiziato per aver incitato la rivoluzione in Bolivia
- 1969 – A Chicago, la Guardia Nazionale viene chiamata a controllare la folla, mentre continuano le dimostrazioni legate al processo degli Otto di Chicago (processo iniziato il 24 settembre)
- 1970 – In Cambogia viene proclamata la Repubblica Khmer
- 1971 – Viene inaugurato il monumento a Karl Marx a Chemnitz, in Sassonia
- 1980 – Papa Giovanni Paolo II riceve in visita privata il Dalai Lama Tenzin Gyatso
- 1981 – Il presidente François Mitterrand abolisce la pena di morte in Francia
- 1982 – Attentato alla Sinagoga di Roma: muore un bambino di due anni e 35 feriti gravi
- 1986 – The Phantom of the Opera debutta all'His Majesty's Theatre, nel West End londinese
- 1989 – A Lipsia, nella Germania Est, dimostranti chiedono la legalizzazione dei gruppi di opposizione e riforme democratiche
- 1994 – Viene creato a Darmstadt l'elemento 110
- 2004 – Hamid Karzai è il vincitore delle prime elezioni presidenziali libere in Afghanistan
- 2005 – Beatificazione del cardinale Clemens August von Galen
- 2006 – Primo test atomico della Corea del Nord, sebbene i dati rilevati lascino seri dubbi sul fatto che si tratti di una vera esplosione nucleare
- 2010 – Afghanistan, muoiono 4 alpini della Brigata alpina "Julia" durante la scorta ad un convoglio, viene ridiscusso il ruolo italiano nella guerra in Afghanistan
- 2011 – Sebastian Vettel diventa per la seconda volta campione del mondo di Formula 1
- 2012 – Malala Yousafzai viene gravemente colpita alla testa da talebani armati
- 2016 – L'Arakan Rohingya Salvation Army lancia il suo primo attacco contro le forze di sicurezza del Myanmar lungo il confine tra Bangladesh e Myanmar
- 2019 – La Turchia inizia la sua offensiva militare nel nord-est della Siria.

## Nati
Ci sono circa 1 100 voci su persone nate il 9 ottobre; vedi la pagina Nati il 9 ottobre per un elenco descrittivo o la categoria Nati il 9 ottobre per un indice alfabetico.

## Morti
Ci sono circa 500 voci su persone morte il 9 ottobre; vedi la pagina Morti il 9 ottobre per un elenco descrittivo o la categoria Morti il 9 ottobre per un indice alfabetico.

## Feste e ricorrenze

### Civili
Internazionali:
- Giornata mondiale della posta

Nazionali:
- Corea del Sud – Giorno dell'hangŭl
- Giappone – Takayama Matsuri
- Islanda, Norvegia, Stati Uniti – Leif Erikson Day
- Italia – Giornata nazionale per le vittime degli incidenti sul lavoro
- Spagna, Comunità Valenciana – Giornata nazionale della comunità valenciana

### Religiose
Cristianesimo:
- San Dionigi di Parigi e compagni, martiri
- San Giovanni Leonardi, sacerdote
- Sant'Abramo, patriarca
- Santi Andronico e Atanasia, sposi
- San Bernardo di Rodez, abate
- San Diodato di Montecassino (o Deusdedit), abate
- Santi Diodoro, Diomede e Didimo, martiri in Siria
- San Donnino di Città di Castello, eremita
- San Donnino di Fidenza, martire
- San Gemine (o Gemino), anacoreta
- Santi Ghisleno di Mons, Lamberto e Bernero, monaci basiliani
- San Guntero, eremita
- Sant'Innocenzo dell'Immacolata e otto compagni lasalliani, martiri
- San John Henry Newman, cardinale e teologo
- San Luigi Bertrando, domenicano
- Santa Publia di Antiochia, vedova
- San Sabino, eremita
- Beati leccetani

Religione romana antica e moderna:
- Natale di Apollo Palatino
- Genio Pubblico del Popolo Romano dei Quiriti
- Ludi Alamannici, quinto giorno